# Moçambique nos Jogos Olímpicos de Verão de 1996
Moçambique participou dos Jogos Olímpicos de Verão de 1996 em Atlanta, Estados Unidos. A delegação foi composta por três desportistas.

## Medalhas
| Atleta       | Esporte   | Evento         | Medalha |
| ------------ | --------- | -------------- | ------- |
| Maria Mutola | Atletismo | 800 m feminino | Bronze  |

## Desempenho

### Atletismo
Feminino
| Atleta       | Evento | Eliminatórias | Eliminatórias | Semifinais | Semifinais | Final   | Final             |
| Atleta       | Evento | Res.          | Pos.          | Res.       | Pos.       | Res.    | Pos.              |
| ------------ | ------ | ------------- | ------------- | ---------- | ---------- | ------- | ----------------- |
| Maria Mutola | 800 m  | 1:58.98       | 1º/bat. 2     | 1:57.62    | 1º/bat. 2  | 1:58.71 | Medalha de bronze |

### Boxe
| Atleta       | Peso       | Fase de 32             | Oitavas de final       | Quartas de final       | Semifinais             | Final                  | Final |
| Atleta       | Peso       | Adversário e resultado | Adversário e resultado | Adversário e resultado | Adversário e resultado | Adversário e resultado | Pos.  |
| ------------ | ---------- | ---------------------- | ---------------------- | ---------------------- | ---------------------- | ---------------------- | ----- |
| Lucas Sinoia | Meio-médio | BLR V. Mezga D 6–11    | Não avançou            | Não avançou            | Não avançou            | Não avançou            | =17º  |

### Natação
Masculino
| Atleta        | Evento       | Eliminatórias | Eliminatórias | Final       | Final       |
| Atleta        | Evento       | Res.          | Pos.          | Res.        | Pos.        |
| ------------- | ------------ | ------------- | ------------- | ----------- | ----------- |
| Leandro Jorge | 100 m costas | 1:03.86       | 48º           | Não avançou | Não avançou |

Legenda
| Recorde mundial      | Recorde mundial (World record)               |                       | Recorde africano                      | Recorde africano (African) |                                           | Q | Classificado por posição (Qualified) |
| Recorde olímpico     | Recorde olímpico (Olympic record)            | Recorde da América    | Recorde da América (Americas)         | q                          | Classificado por melhor tempo (Qualified) |   |                                      |
| Melhor marca do ano  | Melhor marca do ano (World leading)          | Recorde asiático      | Recorde asiático (Asian)              | DNS                        | Não largou (Did not start)                |   |                                      |
| Recorde nacional     | Recorde nacional (National record)           | Recorde europeu       | Recorde europeu (European)            | DNF                        | Não terminou (Did not finish)             |   |                                      |
| Recorde pessoal      | Recorde pessoal do atleta (Personal best)    | Recorde da Oceania    | Recorde da Oceania (Oceania)          | DSQ / DQ                   | Desclassificado (Disqualified)            |   |                                      |
| Recorde da temporada | Recorde da temporada do atleta (Season best) | Recorde sul-americano | Recorde sul-americano (South America) | NM                         | Sem marca (No mark)                       |   |                                      |